# Примавера-ди-Рондония

Примавера-ди-Рондония на карте штата.

Примавера-ди-Рондония (порт. Primavera de Rondônia)  —  муниципалитет в Бразилии, входит в штат Рондония. Составная часть мезорегиона Восток штата Рондония. Входит в экономико-статистический  микрорегион Вильена. Население составляет 3 524 человека на 2010 год. Занимает площадь 605,69 км². Плотность населения - 5,82 чел./км².

## Демография
Согласно сведениям, собранным в ходе переписи 2010 г. Национальным институтом географии и статистики (IBGE), население муниципалитета составляет:
| Полное население                               | Полное население                               | Полное население                               | Полное население                               | 3 524 |
| ---------------------------------------------- | ---------------------------------------------- | ---------------------------------------------- | ---------------------------------------------- | ----- |
| в том числе:                                   | Городское население                            | 1 284                                          | Процент городского населения, %                | 36,44 |
|                                                | Сельское население                             | 2 240                                          | Процент сельского населения, %                 | 63,56 |
|                                                | Мужское население                              | 1 856                                          | Процент мужского населения, %                  | 52,67 |
|                                                | Женское население                              | 1 668                                          | Процент женского населения, %                  | 47,33 |
| Плотность населения, чел/км²                   | Плотность населения, чел/км²                   | Плотность населения, чел/км²                   | Плотность населения, чел/км²                   | 5,82  |
| Население муниципалитета в % к населению штата | Население муниципалитета в % к населению штата | Население муниципалитета в % к населению штата | Население муниципалитета в % к населению штата | 0,23  |

По данным оценки 2015 года население муниципалитета — 3 501 житель.

## Статистика
- Валовой внутренний продукт на 2004 составляет 20.085.000,00 реалов (данные: Бразильский институт географии и статистики).
- Валовой внутренний продукт на душу населения на 2004 составляет 4.572,00 реалов (данные: Бразильский институт географии и статистики).
- Индекс развития человеческого потенциала на 2000 составляет 0,691 (данные: Программа развития ООН).

## География
Климат местности: экваториальный. В соответствии с классификацией Кёппена, климат относится к категории Am.

## Важнейшие населенные пункты
| № | Населённый пункт      | Населённый пункт (порт.) | Категория | Население чел. (2010) | На карте                        |
| - | --------------------- | ------------------------ | --------- | --------------------- | ------------------------------- |
| 1 | Примавера-ди-Рондония | Primavera de Rondônia    | город     | 1284                  | 11°49′50″ ю. ш. 61°19′07″ з. д. |
| 2 | Керенсия-ду-Норти     | Querência do Norte       | поселок   | 371                   | 11°58′29″ ю. ш. 61°22′37″ з. д. |